# 花畑運河
座標: 北緯35度47分34.33秒 東経139度50分08.99秒 / 北緯35.7928694度 東経139.8358306度
花畑運河（はなはたうんが）は、東京都足立区東部を流れる一級河川。中川と綾瀬川を東西に結ぶ運河である。花畑川とも呼ばれる。

## 地理
東京都足立区東部に位置し、埼玉県との県境付近を流れる。東京近郊農村地帯と都心を連絡する舟運の利便化のために1931年（昭和6年）に、第一級河川「中川」と「綾瀬川」を結ぶ運河として開削された。
周辺の地域は六木、神明、辰沼、神明南がある。

## 環境
普段の水深や流量はそれほど多くは無く、都心近郊のため水質は悪い。川底には粗大ゴミやヘドロが溜まり、一時期は夏場にひどい悪臭が漂うこともあった。川沿いには釣り人も見られ、それなりの釣果を得るようである。

## 歴史

### 開削の背景
1910年（明治43年）の荒川大洪水で東京が壊滅的打撃を被ったことから、翌1911年（明治44年）に開始された荒川放水路の建設事業が完成することで、東京の治水は一応の安泰をみた。
しかし荒川放水路による中川の分断が、北関東の穀倉地帯と東京を結ぶ水運事業に大きな支障を発生させることとなった。当時の舟運は穀倉地帯からの食糧の輸送だけでなく、都心から出された大量の糞尿を農耕地帯へと肥料として送り出しており、最盛期には3,800隻近くの運搬船が行き交っていた。
この荒川放水路を越えるために旧中川に設けられた木下川水門で船の大渋滞が発生、その後の小名木川閘門と船堀・小松川の二つの閘門の完成後も渋滞は解消されることはなく、東京の舟運における大きな足かせとなった。
- 荒川放水路完成後の運搬船経路：中川（古利根川）→中川水門（葛飾区東四ツ木）→荒川放水路→木下川水門（墨田区東墨田）→旧中川→北十間川→向島→隅田川

一方で綾瀬川を下る船は船堀の綾瀬水門から出て荒川放水路を横断し、千住曙町の隅田水門から隅田川に入ればよく、船の動きもスムーズで渋滞も発生することはなかった。そこで1925年度計画に急遽花畑運河の開削工事の実施が決定され中川の船を綾瀬川に流すようにした。
花畑運河の開削事業は用地取得の完了した1927年（昭和2年）に竣工し、荒川放水路の竣工に半年遅れた1931年（昭和6年）12月に完成した。

### 開削と発展
中川～隅田川間の舟運は、花畑運河の開通によって経路が16km短縮し、水門の渋滞は回避された。こうして中川の舟運は飛躍的に発展し、花畑運河には絶え間ない船の流れが見られるようになった。
- 花畑運河開削後の運搬船経路：中川→花畑運河→綾瀬川→綾瀬水門→荒川放水路→隅田水門→旧綾瀬川→隅田川

### 運河の衰退
太平洋戦争の終結でGHQが戦後日本の占領統治に乗り出すと様々な改革事業のなかで、農業の肥料に用いられてきた下肥（糞尿）の使用が漸次化学肥料へと切り替えられていった。これにより下肥を運搬していた船の数が激減すると、花畑運河の利用価値は薄れ、たまに通過する船は、東京湾行きの漁船だけとなった。

### 年表
- 1910年（明治43年） - 荒川大洪水。
- 1921年（大正10年）3月 - ：東京府会にて開削決定。
- 1925年（大正14年） - 開削工事の実施決定。
- 1927年（昭和2年） - 開削工事着工。
- 1931年（昭和6年）12月 - 竣工。月見橋・花見橋架橋。
- 1938年（昭和13年） - 雪見橋架橋。
- 1949年（昭和24年） - 桜木橋架橋。
- 1981年（昭和56年） - 人道橋架橋。
- 1983年（昭和58年） - 富士見橋人道歩道橋架橋。
- 1994年（平成6年） - 桜木橋改修。

## 橋梁
中川側より記載
- 花見橋
- 桜木橋
- 富士見歩道橋
- 雪見橋
- 月見橋
- 首都高速6号三郷線